# Onrechtmatige daad (België)
De onrechtmatige daad is een begrip uit het Belgisch buitencontractueel aansprakelijkheidsrecht. Volgens artikel 1382 van het (oud) Burgerlijk Wetboek is de onrechtmatige daad elke daad van de mens, waardoor aan een ander schade wordt veroorzaakt. Degene die de schade veroorzaakt, zal die schade moeten vergoeden: verplicht degene door wiens schuld de schade is ontstaan, deze te vergoeden.
Zodat er sprake zou zijn van een onrechtmatige daad, moet er voldaan zijn aan drie cumulatieve voorwaarden:
1. de persoon moet een fout hebben begaan;
2. deze fout moet schade hebben veroorzaakt;
3. tussen de fout en de schade moet een causaal of oorzakelijk verband bestaan, d.w.z. dat de schade niet zou zijn ontstaan zonder de fout.

De nadere invulling omtrent deze theorie werd ontwikkeld door de rechtspraak en rechtsleer en wordt telkens toegepast om de buitencontractuele aanspraak te beoordelen.
De onrechtmatige daad is een van de belangrijkste afwijkingen op het principe dat iedereen zijn eigen schade draagt. Er moet evenwel voldaan worden aan de toepassingsvoorwaarden om effectief te kunnen spreken van een onrechtmatige daad.

## Fout
De fout is niet enkel een handelen, maar kan ook een nalaten zijn. De fout bestaat uit twee bestanddelen: het objectief bestanddeel enerzijds, het subjectief bestanddeel anderzijds. Beide elementen moeten aanwezig zijn zodat sprake kan zijn van een fout. Is enkel het objectief bestanddeel aanwezig, dan spreekt men van een objectieve onrechtmatigheid.

### Objectief bestanddeel
Dit is een gedraging die objectief beschouwd onrechtmatig is omdat ze een inbreuk vormt op een bepaalde norm. Deze "norm" kan ofwel een specifieke rechtsregel die een gedragsnorm oplegt zijn, ofwel de algemene zorgvuldigheidsnorm. Bij de beoordeling van het objectief bestanddeel kijkt men dus enkel en alleen naar de daad die de persoon heeft gesteld.

#### Schending van een specifieke rechtsnorm
Indien men een specifieke rechtsnorm, of die nu wettelijk of reglementair is, overtreedt, dan spreekt men over een objectieve onrechtmatigheid. Hierbij komen alle rechtsregels in aanmerking. Zelfs sport- en spelregels of deontologische regels tellen. Iedereen die slachtoffer werd van schade, kan zich hierop beroepen.

#### Schending van de algemene zorgvuldigheidsnorm
Om uit te maken of de algemene zorgvuldigheidsnorm overtreden werd, gaat de rechter het schadeverwekkend gedrag marginaal toetsen aan het gedrag dat de bonus pater familias of de goede huisvader gesteld zou hebben in dezelfde omstandigheden. De bonus pater familias is een abstracte figuur, die wordt omschreven als een normaal vooruitziende en zorgvuldige persoon. Wijkt het gedrag dat aan de basis lag van de schade af van het gedrag dat de bonus pater familias zou gesteld hebben in dezelfde omstandigheden, dan is er sprake van een schending van de algemene zorgvuldigheidsnorm.
Normaal wijst erop dat men alleen zich moet gedrag en zoals een redelijk en normaal mens.
Vooruitziend wijst erop dat men redelijkerwijze de nadelige gevolgen moet inbeelden van het handelen. De "redelijke" voorzienbaarheid is een criterium om de onrechtmatigheid van het handelen te kunnen vaststellen. De schade zelf moet echter niet kunnen worden voorzien. De voorzienbaarheid wijst dus enkel naar het ontstaan, en niet de omvang van de schade.
Het criterium van voorzienbaarheid is niet van tel indien de dader met opzet handelt.
Met zorgvuldig wordt bedoeld dat er werd gepoogd de redelijk voorzienbare nadelige gevolgen van het handelen te voorkomen door gepaste voorzorgsmaatregelen te treffen. Hierdoor is de handeling enkel onrechtmatig indien de schade voorzienbaar was. Dit is dus een inspanningsverplichting in hoofde van degene die handelt.
Het criterium van de goede huisvader is een abstract criterium, waardoor in principe de rechter geen rekening zal houden met de persoonlijke kenmerken en hoedanigheden van de dader. Men spreekt aldus van een toetsing in abstracto. Toch zal men het criterium van de goede huisvader in zekere mate moeten concretiseren: men zal de goede huisvader in exact dezelfde concrete omstandigheden plaatsen als die waarin de dader zich bevond. Hierbij wordt een onderscheid gemaakt tussen de interne en externe omstandigheden van de dader. Enkel met de externe omstandigheden wordt rekening gehouden, dit zijn omstandigheden die niets te maken hebben met de persoon van de dader, zoals het klimaat, de tijd, het weer, de plaats en zelfs de opleiding, status, professionele kennis en beroepsbekwaamheid van de dader. Met interne omstandigheden bedoelt men de eigenschappen die eigen zijn aan de dader zoals diens karakter, leeftijd, geslacht, gezondheid, IQ, ervaring etc. Hiermee wordt in principe geen rekening mee gehouden om een ongelijke behandeling van soortgelijke gevallen te vermijden. Ondanks het feit dat er in principe geen rekening wordt gehouden met interne elementen, zal men deze toch in aanmerking nemen indien deze veralgemeenbaar zijn en geen verband houden met de persoonlijkheid van de dader, zoals vooral de leeftijd. Er is geen sprake van een fout indien de bonus pater familias op dezelfde wijze gehandeld zou hebben.

### Subjectief bestanddeel
Bij de beoordeling van het subjectief of moreel bestanddeel zal men kijken naar de schuldbekwaamheid van de dader. Is de onrechtmatige gedraging hem toerekenbaar? Bij deze beoordeling wordt er niet naar de daad, maar naar de dader gekeken. Hij moet de daad bewust en vrij hebben gesteld.
De vervulling van het subjectief bestanddeel veronderstelt schuldbekwaamheid in hoofde van de dader en de toerekenbaarheid van de onrechtmatige gedraging aan hem. De dader moet de fout "vrij en bewust" of "wetens en willens" hebben begaan.

#### Schuldbekwaamheid
In principe wordt iedereen geacht schuldbekwaam te zijn. Toch zijn er een aantal categorieën van personen die gedeeltelijk schuldonbekwaam zijn, omdat zij zich niet altijd bewust zijn van hun doen of er niet altijd de nodige controle over hebben. Deze categorieën zijn de infantes, de geesteszieken en de rechtspersonen.

##### Infantes
Minderjarigen zijn enkel schuldbekwaam indien zij de "jaren des onderscheids" hebben bereikt. Heeft de minderjarige de jaren des onderscheids niet bereikt, dan heeft men het over een infans. In beginsel zijn dit kinderen jonger dan 7, maar de term "infans" is een feitelijk begrip waarbij de rechter soeverein oordeelt over de invulling ervan, d.w.z. dat hij oordeelt of de minderjarige al dan niet de jaren des onderscheids heeft bereikt. Het Hof van Cassatie is hier onbevoegd. De rechter neemt hier verschillende elementen in overweging: de minderjarige zijn fysieke en intellectuele ontwikkeling, opvoeding, opgroeiingsmilieu, en de aard van de handeling die schade verwekte. Meestal is vooral de leeftijd doorslaggevend.
De schuldonbekwaamheid van de minderjarige belet evenwel niet dat ouders van de minderjarige aansprakelijk gesteld kunnen worden op basis van art. 1384 van het burgerlijk wetboek.

##### Geestesgestoorden
Dit zijn personen die niet over voldoende onderscheidsvermogen beschikken om de gevolgen van hun handelen te voorzien of die geen controle hebben over dit handelen. Zij zijn schuldonbekwaam. Ook dit betreft een feitelijk begrip waarover de rechter soeverein oordeelt. Elementen die hierbij kunnen helpen zijn bv. internering of een gedwongen opname in een psychiatrische instelling.
Men onderscheidt hierbij personen die lijden aan een geestesziekte en personen die de controle over hun handelen verliezen door een plots ziekteverschijnsel, bv. een hartinfarct of een epilepsieaanval. Zodat de geestesgestoorde schuldonbekwaam is, is vereist dat hij geen voorafgaande fout heeft begaan waarbij hij wel controle had over zijn handelen. D.w.z. dat hij zich niet vrijwillig mag begeven in een situatie waarvan hij kon voorzien dat hij de controle over zijn gedragingen zou verliezen.
Indien men de geestesgestoorde niet aansprakelijk kan stellen op basis van art. 1382-1383 BW, dan kan dit in sommige gevallen wel op basis van art. 1386bis BW, dat niet de integrale maar wel een billijke schadevergoeding voorschrijft.

##### Rechtspersonen
Rechtspersonen worden geacht van nature schuldonbekwaam te zijn op civielrechtelijk vlak door het ontbreken van het subjectief element. Op strafrechtelijk vlak zijn ze wel schuldbekwaam. Zij kunnen op basis van de orgaantheorie echter wél aansprakelijk gesteld worden.
Daarnaast zijn er een aantal categorieën van personen die over immuniteit beschikken en aldus niet aansprakelijk gesteld kunnen worden. Dit zijn de werknemers, overheidspersoneel en magistraten.

##### Werknemers
Werknemers zijn ten aanzien van hun werkgever en derden enkel aansprakelijk voor hun zware fout, hun opzettelijke fout en hun vaak voorkomende lichte fout. Jegens zijn medewerknemers is hij enkel aansprakelijk voor zijn opzettelijke fout. De werkgever is jegens derden aansprakelijk voor fouten van de werknemer.

##### Overheidspersoneel
Statutair overheidspersoneel geniet van dezelfde immuniteit als werknemers. Deze immuniteit geldt wel niet voor zelfstandige vertegenwoordigers van de overheid, m.a.w. de organen.

##### Magistraten
Magistraten zijn in de regel niet aansprakelijk voor de fouten die ze begaan in de uitoefening van hun functie. Deze immuniteit dient als waarborg voor hun onafhankelijkheid. Ze zijn immuun zowel ten aanzien van derden of de overheid. Derden kunnen de overheid wel aansprakelijk stellen op basis van art. 1382-1383 BW voor de fouten die magistraten in hun functie begingen. De overheid heeft in dit geval geen regresvordering op de desbetreffende magistraat.

#### Toerekenbaarheid
Dit betekent dat er geen sprake is van overmacht of van een vreemde oorzaak. Ook de fout van het slachtoffer is een vreemde oorzaak, maar hierbij geldt als voorwaarde dat de dader deze fout kon voorzien noch vermijden. De dader kan zich eventueel wel beroepen op rechtvaardigingsgronden. Dit zijn externe onvoorzienbare en onoverkombare omstandigheden die de vrije wil van de dader uitschakelden, zoals een noodtoestand, morele dwang, zelfverdediging, een wettelijk voorschrift, een bevel van de overheid, onoverkomelijke dwaling etc.
Indien beide partijen een fout begingen, kan dit leiden tot gedeelde aansprakelijkheid, waarbij de schadelast naar evenredigheid wordt verdeeld, rekening houdende met het aandeel van de fout van elke partij in de schade.

## Schade
De schade omvat zowel de fysieke, de morele als de psychische schade. De schade dient integraal vergoed te worden. Een gemiste kans komt ook in aanmerking als schade (bv. Jan wordt omvergereden, wat een fout uitmaakt in hoofde van de chauffeur, waardoor Jan zijn examen mist). Hypothetische schade daarentegen, niet.
Schade wordt in aanmerking genomen indien is voldaan aan de volgende cumulatieve voorwaarden:
1. de schade is persoonlijk;
2. het slachtoffer heeft een rechtmatig belang bij het behoud van het voordeel;
3. de schade is zeker.

Het is niet vereist dat het slachtoffer een subjectief recht kon laten gelden op het verloren voordeel. Het volstaat dat hij een belang heeft bij het behoud van het voordeel. Of het belang rechtmatig is, hangt af van de tijdsgeest. Ook is vereist dat het steeds gaat om schade die persoonlijk en rechtstreeks geleden is, waarbij een eigen belang gekrenkt is. Als gevolg kan men geen schadevergoeding vorderen voor de aantasting van collectieve of algemene belangen. Hierop bestaan echter wel uitzonderingen.
Er zijn verschillende soorten schade: materiële en morele schade enerzijds, rechtstreekse en onrechtstreekse anderzijds.

### Materiële schade
Materiële schade is schade die patrimonieel of lichamelijk van aard is. Patrimoniale schade omvat vermogensverlies of schade aan een goed (bv. een auto). Lichamelijke schade is schade ten gevolge van de schending van de fysieke of psychische integriteit van een persoon.

### Morele schade
Morele of extrapatrimoniale schade is schade die het gevolg is van een krenking van iemands welbehagen, genegenheid en samenzijn met geliefden, zoals het onbehagen door aantasting van de goede naam, treurnis door het overlijden van een dierbare etc. Het vermogen wordt hierbij niet geraakt.

### Rechtstreekse schade
Rechtstreekse of onmiddellijke schade is schade die door het slachtoffer zelf geleden wordt.

### Onrechtstreekse schade
Onrechtstreekse schade of schade door weerkaatsing is de schade die anderen ondervinden ten gevolge van de schade die het slachtoffer lijdt, bv. familieleden, de werkgever, vennoten e.d.

## Causaal verband
Er moet een causaal of oorzakelijk verband bestaan tussen de fout en de schade. M.a.w.: zonder de fout zou de schade niet veroorzaakt zijn. Om dit criterium na te gaan, denkt men de foutieve gedraging weg. Zou de schade, in dezelfde denkbeeldige situatie zonder de fout, nog steeds veroorzaakt zijn, dan bestaat er tussen de fout en de schade géén causaal verband. Zou in diezelfde denkbeeldige situatie waarbij men de fout wegdenkt, de schade niét meer veroorzaakt zijn, dan is er wel degelijk een causaal of oorzakelijk verband tussen de fout en de schade. Men kan het ook omdraaien en kijken of de schade zich zou voordoen indien de steller van de handeling (of het verzuim) juist had gehandeld (dit heet het rechtmatig alternatief).
In België wordt er, in tegenstelling tot bijna alle andere landen, geen onderscheid gemaakt tussen de juridische en feitelijke causaliteit. Bij de feitelijke causaliteit gaat de rechter na of de fout een noodzakelijke voorwaarde is voor de schade. Bij de juridische wordt onderzocht of men de schade wel wil toerekenen aan de dader waarbij overwegingen van billijkheid een rol kunnen spelen. In België opteert men echter voor de equivalentieleer (i.t.t. de adequatieleer of normbestemmingsleer), waardoor men niet verder kijkt dan de feitelijke causaliteit.
Dit heeft tot gevolg dat het van geen belang is hoe ver de fout verwijderd is van de schade: elke schade moet namelijk worden vergoed, ongeacht de voorzienbaarheid van de schade of de ernst van de fout. Alle oorzaken zijn equivalent (vandaar de term equivalentieleer).
Het Hof van Cassatie wijkt toch in heel concrete gevallen af van de equivalentieleer, zoals in het arrest Poncin. In deze zaak reed een chauffeur 's nachts een nieuwe auto aan. De eigenaar die zodanig schrok, kreeg een hartaanval en stierf. Zijn vrouw stelde een aansprakelijkheidsvordering in tegen de chauffeur voor de dood van haar man aangezien de fout die de chauffeur begin in causaal verband stond met de schade. Het Hof stond de vordering voor de vergoeding van de materiële schade aan de nieuwe auto wel toe, maar wees de vordering voor de schade die voortvloeide uit het overlijden van de man af. Dit arrest werd fel bekritiseerd door rechtsleer, aangezien het een afwijking vormt op de equivalentieleer zonder dat het Hof hiervoor enige verklaring geeft.

### Causaliteitsverbrekende factoren
Een fout van het slachtoffer zelf of een derde verbreekt de causaliteit geenszins, maar verdeelt de aansprakelijkheid naar het aandeel van de fout in de schade.
Of een zelfstandige juridische oorzaak (d.i. een wettelijke, reglementaire of contractuele verplichting) het causaal verband verbreekt, was lange tijd het voorwerp van discussie. Initieel oordeelde het Hof van Cassatie in het Walter Kay-arrest dat een wettelijke verplichting de causaliteit doorbrak. Enkele jaren later besliste het Hof in de Loondoorbetalingsarresten (1984-1985) dat een wettelijke verplichting de causaliteit niet doorbreekt, tenzij uit de wet blijkt dat de schade definitief moet liggen bij degene die verbonden is tot de uitgave(n) (de risicodrager), degene op wie de wettelijke verplichting rust. 
In het Schrootafvalarrest oordeelde het Hof dat een wettelijke verplichting wel degelijk causaliteitsverbrekend was, tenzij die plicht secundair is ten aanzien van de plicht van de dader. Omwille van deze onduidelijke woordkeuze was dit arrest onderhevig aan veel kritiek in de rechtsleer. 
Uiteindelijk oordeelde het Hof in het Loondoorbetalingsarrest (2001) dat een wettelijke verplichting geen causaliteitsdoorbrekend effect kent, tenzij uit de wet blijkt dat de schade moet blijven liggen bij de risicodrager op wie de wettelijke verplichting rust. Daarmee hernam het Hof haar positie van de Loondoorbetalingsarresten van 1984-1985. Men neemt aan dat dit principe kan worden doorgetrokken naar private relaties.

## Gevolgen
Indien voldaan aan bovenstaande criteria, ontstaat er in hoofde van degene die schade berokkend werd een schuldvordering en wordt hij/zij schuldeiser ten aanzien van degene die foutief gehandeld heeft. Degene die de fout beging, is aldus buitencontractueel aansprakelijk en zo schuldenaar. De hierbovenstaande criteria dienen evenwel bewezen te worden.
De schuldvordering verjaart na verloop van vijf jaar na de kennisname van de schade door de schadelijder. D.w.z. dat na het verstrijken van voornoemde termijn, de schuld niet meer uitvoerbaar is en derhalve niet meer kan worden opgeëist.

## Aansprakelijkheid voor andermans daad
Artikel 1384 Burgerlijk Wetboek bepaalt dat men ook instaat voor bepaalde personen:
- ouders zijn aansprakelijk voor de schade veroorzaakt door hun minderjarig(e) kind(eren);

- de werkgever is aansprakelijk voor de schade die zijn werknemer heeft veroorzaakt indien die gehandeld heeft in functie;

- de onderwijzers zijn aansprakelijk voor de schade veroorzaakt door hun leerlingen gedurende de tijd dat de leerlingen onder zijn toezicht stonden (=weerlegbaar vermoeden). Men moet dit zeer breed interpreteren, het gaat hier om elke persoon die onderwijs van wetenschappelijke, culturele [...] aard verstrekt (bv. scoutsleiders vallen hier ook onder).

## Aansprakelijkheid voor zaken
Artikel 1384 Burgerlijk Wetboek stelt dat men instaat voor zaken die men onder zijn bewaring heeft.
Artikel 1385 Burgerlijk Wetboek stelt dat de eigenaar van een dier, of degene die het huidig meesterschap erover uitoefent, of degene die het dier onder zijn bewaring had, aansprakelijk is voor de schade die dit dier veroorzaakt.
Artikel 1386 Burgerlijk Wetboek stelt de eigenaar van een gebouw aansprakelijk voor de schade veroorzaakt door de instorting, wanneer die te wijten is aan ofwel een verzuim in onderhoud ofwel aan een gebrek in de bouw. In dit laatste geval heeft de eigenaar evenwel een regresvordering op de aannemer of op de persoon die instond voor de bouw van het gebouw.

## Draagwijdte en toepassingsgebied
De onrechtmatige daad (art. 1382 e.v. BW) kent een ontzettend brede invulling in de praktijk en in de rechtspraak. Het kan in vrijwel elke situatie worden toegepast, zolang voldaan is aan de drie criteria.